# Doctor Deseo

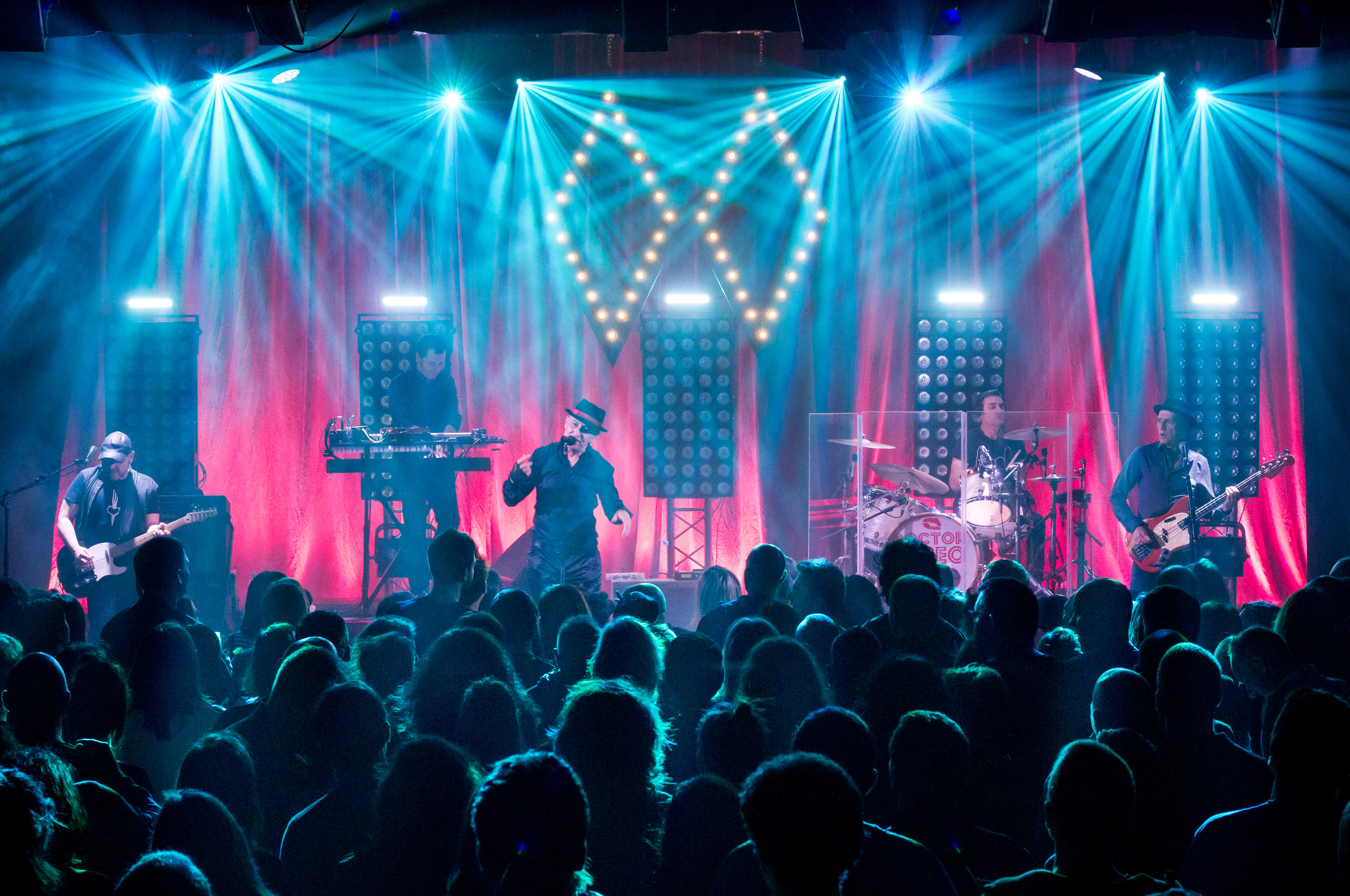
Doctor Deseo

Doctor Deseo ist eine seit Beginn der 1980er Jahre bestehende baskische Rockgruppe.

## Geschichte, Themen
Die Band entstand in der Hochzeit der musikalischen Bewegung rock radical vasco, während der vor allem der Punkrock eine dominante Rolle spielte. Sie wurde in Bilbao (Baskenland) gegründet.
Der Großteil der Lieder wurden von Francis Díez, Sänger und Kopf der Band, geschrieben. Die Texte handeln von Sex und Begierde und dem daraus resultierenden Konflikt mit der Realität, Ängsten, der Nacht, Isolation, Leidenschaft und Handeln, Schmerz und Drogen.

## Diskografie
- 1987: Doctor Deseo (Discos Suicidas)
- 1989: Tan cerca del cielo (Discos Suicidas)
- 1992: Fugitivos del paraíso (Oihuka)
- 1995: Gotas de dolor... un charco de olvido (Discos Suicidas)
- 1998: Hay cuentos aún por inventar (Discos Suicidas)
- 2000: Atrapado en tu silencio... de incertidumbres y caricias (Discos Suicidas)
- 2002: Suspira... y conspira (Gor)
- 2004: Rómpeme con mil caricias, cielo... rómpeme (Gor)
- 2005: Metamorfosis (básicamente lento) (Oihuka)
- 2006: Detrás de los espejos rotos (Oihuka)
- 2008: Sexo, ternura y misterio (Muxik)
- 2010: Deseo: cartografía imposible (Baga Biga)
- 2012: Al amanecer... seguir soñando (Baga Biga)
- 2014: Busco en tus labios - Lo mejor del Deseo (Baga Biga)
- 2016: Igual y diferente - Una mirada distinta (Baga Biga)
- 2018: La fuerza de la fragilidad. Palabras ante el espejo (Baga Biga)

## Besetzung
Von den ursprünglichen Gründungsmitgliedern sind nur noch Francis Díez, Sänger und Kopf der Band und Josi Jiménez, Bassist, dabei.
Aktuelle Besetzung
- Francis Díez: Gesang
- Josi Jiménez: Bass und Chor
- Luis Javier Saiz Txanpi: Schlagzeug
- Raúl Lomas: Keyboard
- Aitor Agiriano Toro: Gitarre
- Joe González: Saxophon

Ehemalige Mitglieder
- Josu Monge: Schlagzeug
- Jesús Belmonte: Gitarre
- Niko Brochado: Gitarre
- Enrique Sáenz de Villaverde Kike: Gitarre